# Eustroma promacha
Eustroma promacha là một loài bướm đêm trong họ Geometridae.